# 刹界エイトレイド
『刹界エイトレイド』（せっかいエイトレイド）は、2019年2月より&CAST!!!にて配信された、日本のWebアニメ作品。

## 登場人物
弥原アスマ
声 - 瀬名快伸
本作の主人公。
荒垣エレナ
声 - 竹達彩奈
永作リノ
声 - 小倉唯
七瀬マコト
声 - 寿美菜子
一乃木ハルア
声 - 諏訪ななか

## Webアニメ
アプリ『&CAST!!!』で配信される応援番組「エイトレイドチャンネル」第5回（2018年7月7日配信）にて第0話Aパートを初公開。その後、同番組内で逐次公開され、2019年2月2日に第0話全パートを配信した。

### スタッフ
- 監督・脚本 - 瀬名快伸[1]
- キャラクター原案 - ゆーげん、近藤るるる[1]
- 戦艦・軍マシンデザイン - 安藤賢司[1]
- モンスター原案 - 前田ヒロユキ[1]
- アクション実写監督 - 小原剛[1]
- 音楽 - 小林哲也[1]
- 音響効果 - 今野康之[1]
- 設定考証 - 柳田理科雄[1]
- アニメーション企画制作 - CUCURI[1]
- アニメーション制作 - デジタルネットワークアニメーション[1]
- 製作 - バンダイナムコエンターテインメント[1]

### メディア展開
応援番組「エイトレイドチャンネル」が2018年3月16日から配信開始。本編第0話の他にスキットアニメやオーディオドラマが制作される。
2020年3月31日でエイトレイドチャンネルが終了して以降、本作の展開は行われていない。
また、&CAST!!!が2020年12月14日にサービス終了したことに伴い、『刹界エイトレイド』全メディアの視聴が不可能となった。YouTubeの公式PVのみが本作を窺えるだけである。